# کارلوس بلویس
کارلوس بلویس (انگلیسی: Carlos Bellvís؛ زادهٔ ۲۴ آوریل ۱۹۸۵) بازیکن فوتبال اهل اسپانیا است.
از باشگاه‌هایی که در آن بازی کرده‌است می‌توان به باشگاه فوتبال نومانسیا، باشگاه فوتبال آلکورکون، باشگاه فوتبال الچه، باشگاه فوتبال پومفرادینا، باشگاه فوتبال سلتاویگو، باشگاه ورزشی تنریف و باشگاه فوتبال والنسیا اشاره کرد.